# 赫伯特·塞缪尔
第一代塞缪尔子爵赫伯特·塞缪尔（英語：Herbert Samuel, 1st Viscount Samuel，1870年11月6日—1963年2月5日），是英国自由党的政治家，曾在1931年至1935年期间出任自由党党魁。塞缪尔是英国第一位信奉犹太教的内阁大臣，他支持犹太复国主义并在1920年被任命为巴勒斯坦托管地高级专员，负责该地区的行政管理。他作为自由党人在第二次麦克唐纳内阁担任内政大臣，任内起草和实施了「新自由主义」的社会改革法案。